# Psychopsis gallardi
Psychopsis gallardi är en insektsart som först beskrevs av Robert John Tillyard 1919.
Psychopsis gallardi ingår i släktet Psychopsis och familjen Psychopsidae. Inga underarter finns listade i Catalogue of Life.